# Lijst van burgemeesters van Dussen
Dit is een lijst van burgemeesters van de voormalige Nederlandse gemeente Dussen in de provincie Noord-Brabant.
Tot 1 augustus 1908 heette deze gemeente Dussen, Munster en Muilkerk, vervolgens Dussen en per 1 januari 1997 ging de gemeente op in de gemeente Werkendam.

Gedurende enkele maanden, van 19 september 1814 tot 10 februari 1815, viel deze gemeente niet onder de provincie Noord-Brabant, maar onder Zuid-Holland.
| Ambtsperiode | Naam burgemeester                           | Partij of stroming | Bijzonderheden                               |
| ------------ | ------------------------------------------- | ------------------ | -------------------------------------------- |
| 1810 - 1842  | P.J. (Peter Josephus) Stael (-1842)         |                    |                                              |
| 1842 - 1851  | R.J. (Richardus Johannes) Stael (1798-1851) |                    | zoon van P.J. Stael                          |
| 1851 - 1890  | J.H. Sprangers                              |                    |                                              |
| 1890 - 1894  | J.H. (Johannes Hubertus) Stael (1842-1895)  |                    | zoon van R.J. Stael                          |
| 1894 - 1915  | Adr.H. van Honsewijk                        |                    |                                              |
| 1915 - 1939  | J.J.H. Snijders                             |                    |                                              |
| 1939 - 1945  | H.J.M. Mol                                  |                    | later burgemeester van Waalre                |
| 1946 - 1960  | A.J.A. Oderkerk                             |                    | later burgemeester van Etten-Leur            |
| 1961 - 1967  | Huibert (H.) Krijgsman                      | KVP                | later burgemeester van Raamsdonk             |
| 1968 - 1978  | Drs. Ton (A.A.J.M.) van Genabeek            | KVP / CDA          | later burgemeester van Deurne                |
| 1978 - 1988  | Drs. Jan (J.J.F.M.) Westra                  | CDA                | later burgemeester van o.a. Vleuten-De Meern |
| 1989 - 1997  | Drs. Henk (H.A.G.) Hellegers                | PvdA               | later burgemeester van Werkendam en Uden     |